# Anna Beneck
Anna Beneck Morale (Torino, 23 giugno 1942 – Formia, 3 settembre 2013) è stata una nuotatrice italiana.

## Biografia

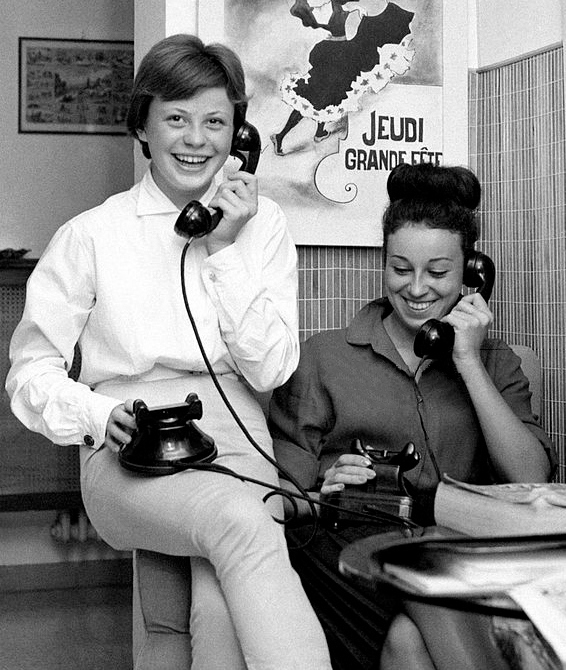
Anna Beneck (a destra) con la sorella Daniela nel 1960

Nata nel 1942 a Torino, era figlia di Bruno Beneck, nipote di Stefano Benech e sorella maggiore di Daniela Beneck, anch'essa nuotatrice e olimpionica a Roma 1960 e Tokyo 1964. 
Nuotatrice della S.S. Lazio, Anna Beneck fu allenata prima da Enzo Zabberoni e poi da Franco Baccini. Specialista della farfalla ha conquistato dieci titoli nazioni nel corso della sua carriera e stabilito diciotto record assoluti. In particolare, nella staffetta 4x100 mista ha vinto il titolo per nove anni di seguito. 
A 16 anni ha preso parte agli Europei di Budapest 1958 giungendo 6ª in batteria nei 100 m farfalla con il tempo di 1'22"7.
Ha partecipato ai Giochi olimpici di Roma 1960, nei 100 m farfalla, uscendo in batteria, 4ª con il tempo di 1'18"4, e nella staffetta 4x100 m misti con Paola Saini, Daniela Serpilli ed Elena Zennaro, venendo eliminata anche in questo caso in batteria, 6ª in 5'04"4.
Ha partecipato anche ai Campionati europei di Lipsia 1962, dove arrivò settima con la 4x100 mista insieme a Paola Saini, a Luciana Marcellini e alla sorella Daniela.
Nel 1966 si sposò con l'ostacolista e velocista Salvatore Morale, anche lui presente alle Olimpiadi di Roma 1960 e Tokyo 1964 (dove è stato bronzo nei 400 m ostacoli). Era cognata di un altro ostacolista e velocista, Roberto Frinolli, partecipante ai Giochi di Tokyo 1964, Città del Messico 1968 e Monaco di Baviera 1972, e zia dell'ostacolista Giorgio Frinolli, presente ai Giochi olimpici di Sydney 2000. 
Uno dei suoi tre figli, Umberto Morale (gli altri sono Sara e Massimo), ha svolto alcuni ruoli da attore a fine anni '80-inizio '90, tra i quali quello del calciatore Giuseppe Meazza nella miniserie Il colore della vittoria del 1990.
È morta nel 2013, a 71 anni, dopo una lunga malattia.